# Mariana Șora
Mariana Șora (n. 26 de mayo de 1917, Budapest, Reino de Hungría - d. 19 de diciembre de 2011, Múnich, Alemania) fue una escritora rumana que destacó en especial como ensayista y crítica literaria.

## Biografía
Mariana Șora nació en Budapest el 26 de mayo de 1917 en la familia del funcionario y director de banco Rudolf Klein y el de su esposa, Elisabeta (de soltera Fischer), con el nombre de Marianne Klein. Sus padres eran originalmente de Timișoara y se habían refugiado en Budapest durante la guerra.
La familia Klein regresó a Timișoara en 1919 y Marianne, cuyas lenguas maternas eran el alemán y el húngaro, empezó a aprender rumano a la vez que inició la educación primaria. Asistió la escuela primaria, en alemán, en el Instituto Católico "Notre Dame" en Timișoara. La educación secundaria la empezó en la escuela secundaria "Carmen Sylva", de la que se graduó como una de las mejores alumnas (1934). Siguió con los estudios universitarios en la Universidad de Bucarest (1934-1938) donde concluyó con dos grados, uno en filosofía (tesis con el professor Dimitrie Gusti, Departamento de Sociología) y otro en filología (especialidad principal - alemán, secundaria - francés). Tuvo como profesores en la universidad a Nae Ionescu, Mircea Vulcănescu, Anton Golopenția y Mircea Eliade.
En enero de 1939 se casó con el filósofo y ensayista Mihai Șora, con quien tuvo tres hijos, Andrei, Sanda y Tom. El joven matrimonio partió hacia Francia en 1939 como becarios del estado francés. Mariana Șora obtuvo un diploma en lengua y literatura francesa en la Universidad de Sorbona (1940), luego estudió inglés en la Universidad de Grenoble (1940-1944), tras refugiarse debido a la ocupación alemana en el sur de Francia, se hizo amiga de importantes figuras de la cultura rumana (Eugène y Rodica Ionesco, Emil Cioran). El matrimonio Sora regresó a París en 1945, donde tenían una situación financiera precaria. Durante una visita a Rumania en 1948, Mihai Șora no pudo regresar a Francia, por lo que su esposa volvió para estar con él.
Mariana Șora trabajó como asistenta en el Departamento Alemán de la Facultad de Letras y Filosofía en Bucarest (1950-1952), siendo despedida durante las purgas políticas de 1952. Luego tuvo la necesidad de trabajar como lexicógrafa (colaborando en la elaboración del diccionario alemán-rumano de 1957 y del diccionario rumano-alemán de 1963) y traductora. Ha traducido numerosas obras literarias rumanas clásicas y contemporáneas (Nicolae Filimon, I.L.Caragiale, Barbu Delavrancea, Mihail Sadoveanu, Camil Petrescu, Mircea Eliade, Zaharia Stancu, Mihail Sebastian, Vasile Voiculescu - en alemán - y Max Blecher, Ioan Slavici - en francés -) al alemán y francés. Tradujo también del alemán, francés y húngaro (Jakob Wassermann, Franz Kafka, Karl May, Eugen Ionescu, Thomas Mann, Heinrich Böll, etc.) al rumano. De la literatura húngara (István Nagy, András Sütő, Károly Balla) tradujo también al alemán. Publicó un libro en dos volúmenes titulado Gândirea lui Goethe în texte alese (El pensamiento de Goethe en textos seleccionados) publicado por Editura Minerva din București en 1973.
Comenzó como publicista en 1964 en Gazeta literară, escribiendo varios artículos y estudios literarios sobre I.L. Caragiale, Ion Creangă, Lucian Blaga, Thomas Mann, Jacob Wassermann, Robert Musil, Franz Kafka, Mircea Eliade, Eugen Ionescu, Heinrich Böll y Günter Grass, que luego se publicaron en el volumen Unde și interferențe. Studii, eseuri, articole (Ondas y interferencias, estudios, ensayos, artículos) (1969). También colaboró con artículos en "Gazeta literară", "Viața românească", "Secolul 20", "Manuscriptum", "România literară", etc. Escribió varios volúmenes de ensayos, memorias y crítica literaria como Heinrich Mann. Omul și opera (Heinrich Mann. El hombre y la ópera) (1966), Unde și interferențe. Studii, eseuri, articole (Ondas y interferencias, estudios, ensayos, artículos) (1969), Cunoaștere poetică și mit în opera lui Lucian Blaga (Conocimiento poético y mito en la obra de Lucian Blaga) (1970), Gândirea lui Goethe în texte alese (El pensamiento de Goethe en textos seleccionados) (1973) y Despre, despre, despre… (Sobre, sobre, sobre…) (1995, 2000).
En 1977 se instaló en Alemania, primero en Colonia y luego en Múnich, colaborando con la BBC (con el apoyo de Ion Negoițescu ) y el periódico Curentul (dirigido por V. Dumitrescu). Un artículo sobre Emil Cioran, a quien había conocido durante sus estudios en Francia, fue transformado posteriormente en un volumen que se publicó en París (Cioran jadis et naguère, 1988). También publicó dos novelas en Rumanía (Rătăcire (Deambulante) 1995 y Mărturisirile unui neisprăvit (Las confesiones de un necio) 1999), una breve prosa de naturaleza psicológica (Filigrane. Scrisori din Paris și alte proze din cinci decenii (Marca de agua. Cartas desde París y otras prosas de cinco décadas) 2000), revistas y memorias (O viață în bucăți (Una vida en pedazos) 1992; Cenușa zilelor. Jurnal, 1997-2001 (Las cenizas de los días. Diario, 1997-2001) 2002; Două jurnale față în față (Dos diarios cara a cara) 2009).
Murió el 19 de diciembre de 2011 en Múnich .

## Actividad conmemorativa
Mariana Șora era una admiradora de Goethe, Thomas Mann y Ernst Jünger, a quien envidiaba la vitalidad física y la disciplina intelectual. La escritora a menudo plantea la cuestión del papel del hombre en el universo: 
¿Qué estoy buscando aquí? ¿Qué estoy buscando en esta tierra? Vasto, incomprensible, al menos para nosotros, hormigas pensantes, también el diminuto punto en la incomprensibilidad del universo presente con su aterradora presencia cada vez que buscamos hitos fijos en la inmensidad infinita: estrellas fijas, que constituyen formas fijas que se convierten en nuestras amigas a través de nombres inventados dados por los antiguos. De personas como nosotros que alguna vez vivieron en la antigüedad. ¿Qué sería una mente humana sin la contribución de las mentes de otros, muchos, muchos, que han tejido a lo largo de los siglos sobre el lienzo humeante de todo lo conocido, la tela algo accesible al maravilloso solitario, al insaciable que quiere saber más, conocer todo lo que nos rodea y todo lo que somos. En la aterradora inmensidad de lo ilimitado, los hitos tomados de los antiguos, Perseo y Andrómeda, el cisne y el Orión, Los perros de caza y la Cesta con pollitos, El Gran carro y El Pequeño marcan el espacio, transformando su inconmensurabilidad abstracta en un campo de los mitos, un mapa de tierras familiares. 
Șora detecta la existencia de una sensación de supervivencia en previsión de nuevas "invasiones bárbaras": 
Ahora sobrevivimos. Vivimos en una época en la que somos extraños. . . No soy la única en ser llamada en desaparecer pronto, sino también toda esta vida en espíritu y cultura que he amado, yo y otros locos de mi tipo. Pero todavía la amaremos, exponiéndonos a la risa y luego al olvido, cuya víctima eventualmente se convierte en ella misma". . : pp. 240, 243  
El hombre tiene el deber de guardar sus recuerdos y transmitirlos a sus descendientes como guía para las generaciones futuras, para "salvar de ahogar las chispas, las luces, los misterios a los que nosotros... tuvimos acceso en los privilegiados momentos de nuestra historia, aunque sepamos que los conservados y actualizados serán igualmente perecederos” .  : p. 290 

## Obras
- Heinrich Mann. Omul și opera. (Heinrich Mann. El hombre y la opera) Editura pentru Literatură Universală, București, 1966.
- Unde și interferențe. Studii, eseuri, articole. (Ondas y interferencias. Estudios, ensayos, artículos.) Editura pentru Literatură, București, 1969.
- Cunoaștere poetică și mit în opera lui Lucian Blaga. (Conocimiento poético y mito en la obra de Lucian Blaga.) Editura Minerva, București, 1970.
- Gândirea lui Goethe în texte alese. (El pensamiento de Goethe en textos seleccionados.) Editura Minerva, București, 1973.
- Cioran jadis et naguère. (Cioran antiguamente) Editions de L'Herne, Paris, 1988.
- O viață în bucăți. (Una vida en pedazos.) Editura Cartea Românească, București, 1992 (ed. a II-a, 2001; ed. a III-a, 2007).
- Despre, despre, despre…, eseuri (Sobre, sobre, sobre…, ensayos.) Editura Nemira, București, 1995 (ed. a II-a, 2000).
- Rătăcire, roman. (Deambulante, novela.) Editura Fundației Culturale Române, București, 1995.
- Mărturisirile unui neisprăvit, roman. (Las confesiones de un necio, novela) Editura Cartea Românească, București, 1999.
- Filigrane. Scrisori din Paris și alte proze din cinci decenii. (Marca de agua. Cartas desde París y otras prosas de cinco décadas.) Editura Elion, București, 2000.
- Cenușa zilelor. Jurnal, 1997-2001. (Las cenizas de los días. Diario, 1997-2001.) Editura Albatros, București, 2002.
- Două jurnale față în față. (Dos diarios cara a cara) Editura Cartea Românească, București, 2009.

### Traducciones al rumano
- Elisabeth Hering, Povestea scrisului. (La historia de la escritura) București, 1960.
- Willi Bredel, Părinți, Fii, Nepoți, I-III. (Padres, hijos, nietos, I-III.) București, 1962-1966.
- Jan Petersen, Strada noastră. (Nuestra calle) București, 1966.
- Jakob Wassermann, El caso Maurizius. București, 1967.
- Franz Kafka, El castillo. București, 1968 (ed. a II-a, 1995).
- ***, Proza austriacă modernă. (Prosa austriaca moderna.) București, 1968.
- Karl May, El tesoro del Lago de la Plata. București, 1969 (ed. a II-a, 1995).
- Eugen Ionescu, Teatru, I-II. (Teatro, I-II.) București, 1970.
- Siegfried Lenz, Epava. (Naufragio.) București, 1970.
- Marlen Haushofer, Mansarda. (Ático.) București, 1974.
- Thomas Mann, Scrisori. (Cartas.) București, 1974.
- Arnold Hauser, Zăpadă târzie. (Nieve tardía.) București, 1974.
- Luise Rinser, La cumpăna vieții. (En la bifurcación de la vida.) București, 1975.
- Heinrich Böll, El honor perdido de Katharina Blum. București, 1978.

### Traducciones al alemán
- Mircea Eliade, "Andronic und die Schlange" (" La serpiente "), Herder, Freiburg-Basel-Wien, 1990.